# Фукс, Андрей Фёдорович
Андрей Фёдорович Фукс (род. 25 июня 1966, Усть-Каменогорск, Казахская ССР, СССР) — советский и немецкий хоккеист.

## Биография
Воспитанник усть-каменогорского хоккея, тренер Владимир Гольц. Профессиональную карьеру начал в оленегорской «Звезде». В клубе первой лиги за два сезона провёл 80 игр, забив 10 шайб и сделав 8 передач. В ленинградском СКА провёл 4 игры, отметившись результативной передачей.
Свои первые матчи за усть-каменогорское «Торпедо» провел ещё в сезоне 1986/1987, когда команда билась за место в высшей лиге. В первой лиге провёл 65 игр, отметившись 20 шайбами и 18 передачами. В сезоне 1988/89, проведённом в высшей лиге, 26 раз выходил на лёд, набрав 9+6 очков. Но команда снова оказалась в первой лиге. К началу 1990-х стал одним из лидеров команды, играя в звене с Андреем Райским, Борисом Фуксом, Константином Шафрановым. Всего в высшей лиге за два сезона провёл 65 игр, набрав 14+13 очков по системе «гол+пас».
С распадом СССР выехал в ФРГ. Играл во всех лигах германского хоккея. Сначала помог ратингенской команде перейти в элиту германского хоккея. За неполных два сезона провёл 56 игр, набрав 18+44 очка. Следующие два сезона в составе «Ратингена» играл в Бундеслиге: результат — 103 игры, 23 шайбы и 37 голевых передач.
С образованием Немецкой хоккейной лиги в составе «Ратингена» провёл ещё три сезона, в 149 играх забил 53 шайбы и отдал 67 передач. В 1997 году «Ратингенские львы» стали десятыми и покинули элиту, клуб переехал в Оберхаузен. Андрей Фукс с братом Борисом вместо переехал в соседний Эссен выступать за «Эссенских москитов».
За два сезона провёл 127 игр, набрав 43+65 очков. Команда была одним из лидеров Бундеслиги, а в 1999 году стала чемпионом лиги. В сезоне 1999/2000 «Эссенские москиты» получили право выступать в Немецкой хоккейной лиге, но Фукс вернулся в клуб «Оберхаузенские львы». Здесь он ёлодит один сезон (1999/2000): в 67 играх набирал 18 (4+14) очков.
Братья перешли в клуб из Вайсвассера, в прошлом 25-кратный чемпион ГДР, который выступал в Бундеслиге — втором по силе дивизионе Германии. За два сезона Андрей Фукс сыграл 99 матчей и набрал 22+49 очков. В сезоне 2002/03 провёл лишь 9 игр в клубе 4 дивизиона из Нойса, забил 3 шайбы и сделал 8 результативные передач.
В 2007 году стал главным тренером одного из свои бывших клубов — Neusser EV.